# La tierra del olvido
La tierra del olvido es el nombre del séptimo trabajo discográfico del cantautor colombiano Carlos Vives (Segundo con Sonolux). Se publicó el 25 de julio de 1995. En él plantea además una nueva propuesta musical en la que interpreta vallenato con nuevos patrones de sonidos provenientes de instrumentos propios del rock, también presenta champeta y cumbia colombiana.
"La tierra del olvido" también fue el primer álbum lanzado por Carlos Vives, bajo su propio sello discográfico Gaira Música local, sello que creó bajo división de Sonolux.
Fue editado el 25 de julio de 1995 en vinilo, Casete y CD.

## Sencillos
1. «La tierra del olvido»
2. «Pa' Mayté»
3. «Rosa»
4. «Fidelina» (Alejandro Durán)

## Lista de canciones
- Versión CD

| La tierra del olvido: CD |                        |                                                                                 |          |  |
| N.º                      | Título                 | Escritor(es)                                                                    | Duración |  |
| 1.                       | «Pá Mayté»             | Carlos Vives, Iván Benavides, Ernesto Ocampo Yepes                              |          |  |
| 2.                       | «Fidelina»             | Alejandro Durán                                                                 |          |  |
| 3.                       | «La tierra del olvido» | Carlos Vives, Ivan Benavides                                                    |          |  |
| 4.                       | «Zoila»                | Antonio "Toño" Fernández                                                        |          |  |
| 5.                       | «Rosa»                 | Irene Martínez                                                                  |          |  |
| 6.                       | «Agua»                 | Iván Benavides, Ernesto Ocampo Yepes                                            |          |  |
| 7.                       | «La cachucha bacana»   | Alejandro Durán                                                                 |          |  |
| 8.                       | «Diosa coronada»       | Leandro Díaz                                                                    |          |  |
| 9.                       | «La Puya Puyá»         | Egidio Cuadrado                                                                 |          |  |
| 10.                      | «Ella»                 | Iván Benavides                                                                  |          |  |
| 11.                      | «Jam En Jukumey»       | Carlos Vives, Iván Benavides, Ernesto Ocampo, Mayte Montero, Carlos Iván Medina |          |  |

- LP y Casete

| La tierra del olvido: Lado A |                      |                                                                                 |          |  |
| N.º                          | Título               | Escritor(es)                                                                    | Duración |  |
| 1.                           | «Pa’ Mayte»          | Carlos Vives, Ivan Benavides, Ernesto Ocampo                                    |          |  |
| 2.                           | «Fidelina»           | Alejandro Durán                                                                 |          |  |
| 3.                           | «La Cachucha Bacana» | Alejandro Durán                                                                 |          |  |
| 4.                           | «Zoila»              | Toño Fernández                                                                  |          |  |
| 5.                           | «Ella»               | Iván Benavides                                                                  |          |  |
| 6.                           | «Jam En Jukumey»     | Carlos Vives, Ivan Benavides, Ernesto Ocampo, Mayte Montero, Carlos Iván Medina |          |  |

| La tierra del olvido: Lado B |                        |                                |          |  |
| N.º                          | Título                 | Escritor(es)                   | Duración |  |
| 1.                           | «La tierra del olvido» | Carlos Vives, Iván Benavides   |          |  |
| 2.                           | «Rosa»                 | Irene Martínez                 |          |  |
| 3.                           | «Diosa Coronada»       | Leandro Díaz                   |          |  |
| 4.                           | «Agua»                 | Iván Benavidez, Ernesto Ocampo |          |  |
| 5.                           | «La Puya Puya»         | Egidio Cuadrado                |          |  |